# Samoa National League 2012–13
The Samoa National League 2012–13 là mùa giải thứ 23 trong lịch sử Samoa National League, giải đấu cao nhất của Liên đoàn Bóng đá Samoa. Đội vô địch là Lupe o le Soaga, với lần đầu tiên giành chức vô địch.

## Bảng xếp hạng
| Team                      | Pld | W  | D | L  | GF  | GA | GD   | Pts | Premiers and Qualification                |
| ------------------------- | --- | -- | - | -- | --- | -- | ---- | --- | ----------------------------------------- |
| Lupe ole Soaga (C)        | 22  | 19 | 2 | 1  | 63  | 16 | +47  | 59  | Được tham dự OFC Champions League 2013–14 |
| Mouala United             | 22  | 18 | 2 | 2  | 149 | 48 | +101 | 56  |                                           |
| Kiwi                      | 22  | 14 | 3 | 5  | 80  | 36 | +44  | 45  |                                           |
| One Way Wind              | 22  | 11 | 4 | 7  | 55  | 37 | +18  | 37  |                                           |
| Adidas Soccer Club        | 22  | 11 | 4 | 7  | 66  | 48 | +18  | 37  |                                           |
| Vaimoso                   | 22  | 10 | 5 | 7  | 62  | 38 | +24  | 35  |                                           |
| Apia Youth                | 22  | 11 | 1 | 10 | 40  | 54 | −14  | 34  |                                           |
| Central United            | 22  | 6  | 2 | 14 | 32  | 68 | −36  | 20  |                                           |
| Vaivase-tai               | 22  | 5  | 3 | 14 | 19  | 59 | −40  | 18  |                                           |
| Strickland Brothers Lepea | 22  | 5  | 2 | 15 | 40  | 71 | −31  | 17  |                                           |
| Goldstar Sogi             | 22  | 5  | 2 | 15 | 32  | 86 | −54  | 17  | Xuống hạng Samoa First Division 2013-14   |